# Núi Tà Pạ
Núi Tà Pạ còn gọi là đồi Tà Pạ thuộc xã Núi Tô, huyện Tri Tôn, tỉnh An Giang. 
Từ chợ Tri Tôn đi hết đường Nguyễn Trãi một đoạn ngắn (theo hướng về Khu du lịch đồi Tức Dụp), sẽ bắt gặp cây lâm vồ to lớn. Đối diện với gốc cây cổ thụ này là cổng chùa, người dân hay gọi là chùa Núi, nơi bắt đầu con đường chính dẫn lên đồi Tà Pạ.

## Cấu trúc
Núi Tà Pạ cao 120m, chu vi 10 225m nhưng do sau thời gian dài khai thác đá chỉ còn lại độ cao khiêm tốn là đồi Tà Pạ cao 45m. Đồi Tà Pạ mang vẻ đẹp hoang sơ với những vách đá cao như bức tường thành cùng nhiều vạch ngang vạch dọc, nhiều cột đá cao lêu nghêu, những tảng đá đỏ quạch màu gan gà. Trong khoảng đất hoang sơ này có một hố sâu 7m lúc nào cũng có nước xanh màu ngọc bích.
Đường lên đồi được xây dựng bằng phẳng với chiều ngang từ 4 – 7m bằng những viên đá hình chữ nhật dài khoảng 20 – 30 cm, người ta sắp xếp những viên đá nằm xen kẽ và đổ bê tong kết dính.

## Địa điểm tham quan

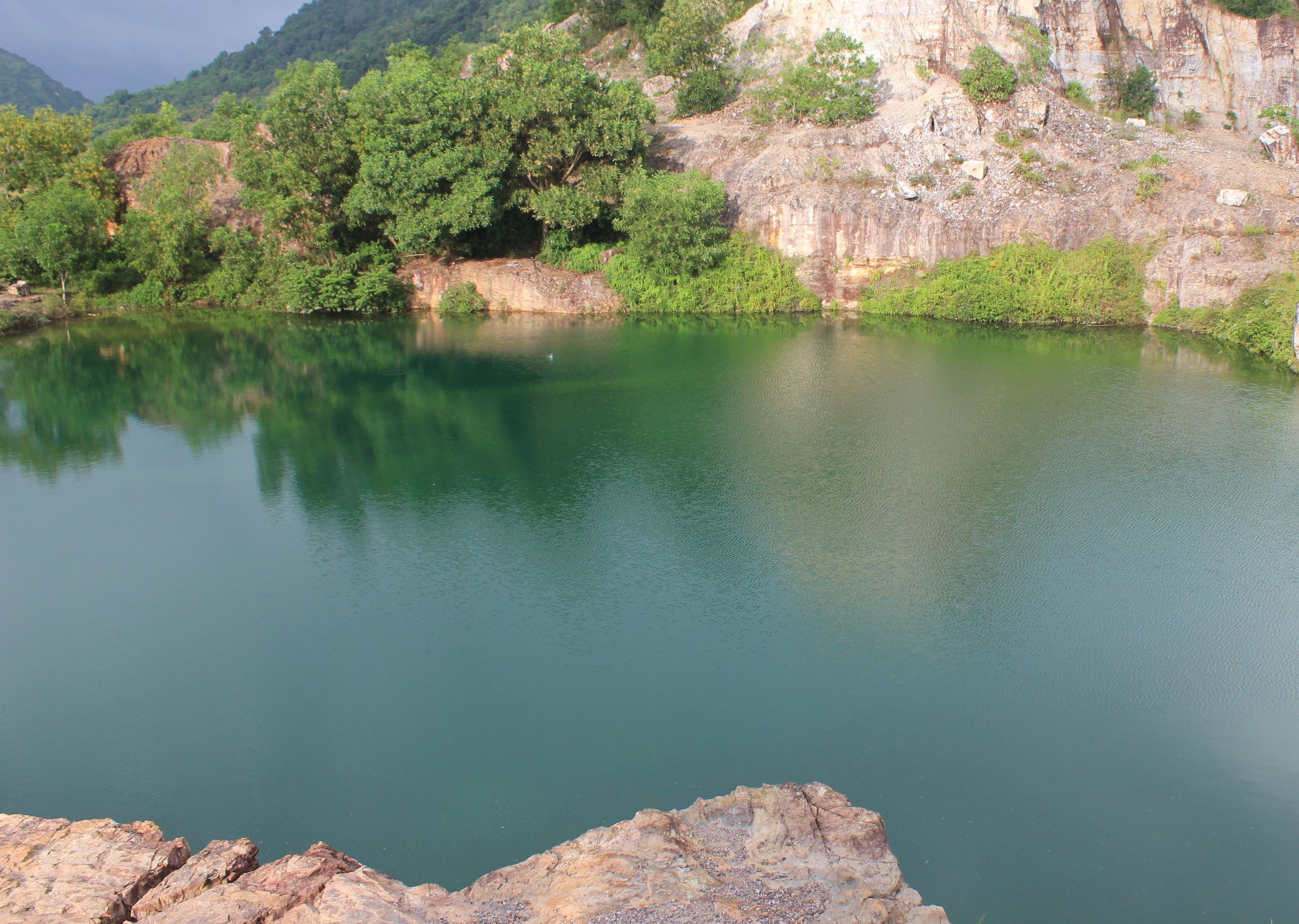
Hồ Tà Pạ

• Chùa Núi: ngôi chùa được xây theo kiểu "tàm thực" nghĩa là bổn đạo quyên tiền đến đâu thì tiến hành xây đến đó. Toàn bộ công trình được lát bằng đá granit và xây dựng theo kiến trúc của người Khơ-me, chính giữa là tượng Phật Thích Ca uy nghiêm.

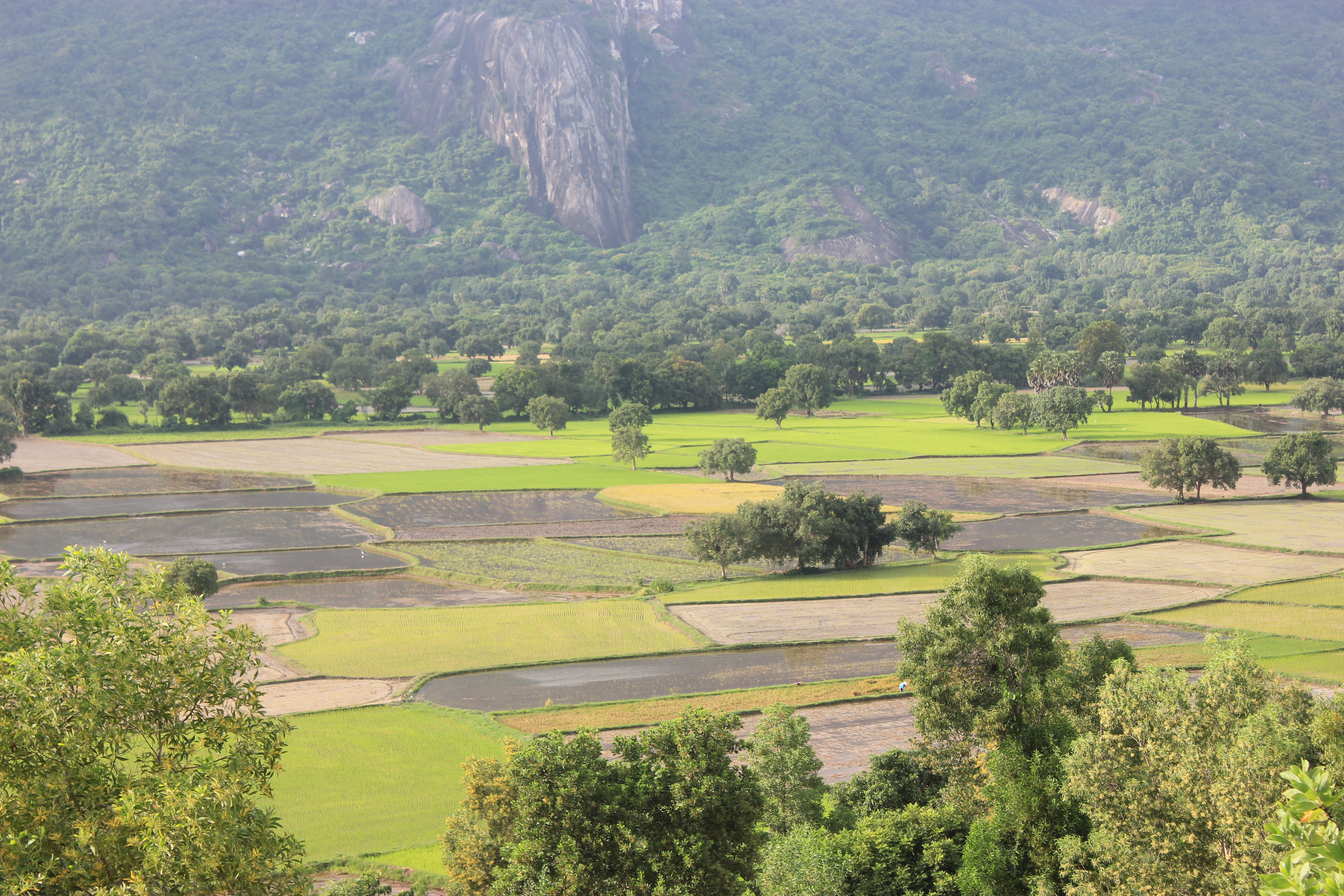
Cánh đồng Tà Pạ nhìn từ núi Tà Pạ.

• Hồ Tà Pạ: xuất hiện cách đây khoảng 28 năm, là dấu vết còn xót lại của khu vực khai thác đá của một công ty cách đây gần 30 năm trước. Hồ nước tạo nên cảnh quang lạ mắt vì luôn luôn trong xanh với những vách đá, cột đá soi bóng xuống hồ, nước hồ xanh trong vắt có thể nhìn sâu tận đáy hồ.
• Cánh đồng Tà Pạ: còn được xem là ruộng bậc thang độc nhất ở Đồng bằng sông Cửu Long. Đứng trên mé đồi sẽ được ngắm màu xanh mượt của cánh đồng lúa đương thì con gái cũng như màu vàng ươm của cây lúa chờ gặt. Vì khai thác nông nghiệp nên Tà Pạ trở thành ruộng bậc thang quanh năm.